# Jana Berdychová
Jana Berdychová, rozená Dudíková (17. února 1909 Kojetín – 21. dubna 2007 Praha) byla univerzitní profesorka, sokolka a zakladatelka cvičení rodičů s dětmi.

## Život
Byla nejstarší ze tří dětí kojetínského obchodníka Eduarda Dudíka. Vystudovala učitelský ústav, poté nastoupila jako výpomocná učitelka v Praze. Zde se vdala, ovšem brzy ovdověla a sama vychovávala syna Otakara. Roku 1946 začala pracovat ve Výzkumném ústavu pedagogickém J. A. Komenského v Praze. Věnovala se vědecké činnosti na úseku tělovýchovy mládeže.
Roku 1965 spoluzakládala Hanácký soubor v Praze.
Při zaměstnání dálkově vystudovala Pedagogickou fakultu Univerzity Karlovy. Začala se věnovat tělesné výchově pro předškolní děti, snažila se podložit ji vědeckými argumenty. Její knihy k tomuto tématu byly přeloženy do více než 20 jazyků.